# Municipio de Garfield (condado de Newaygo)
El municipio de Garfield (en inglés: Garfield Township) es un municipio ubicado en el condado de Newaygo en el estado estadounidense de Míchigan. En el año 2010 tenía una población de 2537 habitantes y una densidad poblacional de 29,11 personas por km².

## Geografía
El municipio de Garfield se encuentra ubicado en las coordenadas 43°25′37″N 85°51′46″O / 43.42694, -85.86278. Según la Oficina del Censo de los Estados Unidos, el municipio tiene una superficie total de 87.15 km², de la cual 82,19 km² corresponden a tierra firme y (5,69 %) 4,96 km² es agua.

## Demografía
Según el censo de 2010, había 2537 personas residiendo en el municipio de Garfield. La densidad de población era de 29,11 hab./km². De los 2537 habitantes, el municipio de Garfield estaba compuesto por el 92,31 % blancos, el 0,2 % eran afroamericanos, el 0,47 % eran amerindios, el 0,28 % eran asiáticos, el 5,44 % eran de otras razas y el 1,3 % eran de una mezcla de razas. Del total de la población el 9,54 % eran hispanos o latinos de cualquier raza.